# NGC 2038
NGC 2038是山案座大麦哲伦星云中的一個疏散星团。該天體于1834年11月24日由天文学家約翰·弗里德里希·威廉·赫歇爾发现。後來該天體被收錄進新总目录中。